# Мес обзервейшн
«Мас Обзерве́йшн» (англ. Mass Observation, «масове обстеження») — британська соціологічна ініціатива, розпочата 1937 року антропологом Томом Гарисоном, поетом Чарльзом Мейджем і режисером-документалістом Гамфрі Дженіґсом. Завданням «Мас Обзервейшн» було максимально повно фіксувати повсякденне життя в Британії за допомоги кількасот волонтерів, які мали вести щоденники чи регулярно відповідати на анкети. Також дослідники занотовували розмови і поведінку людей на роботі, на вулицях, громадських зібраннях, під час спортивних і релігійних подій. Робота організації була дуже плідною в науковому сенсі, тривала до початку 1950-х років і була відновлена Сассекським університетом у 1981 році.